# Sandungueo

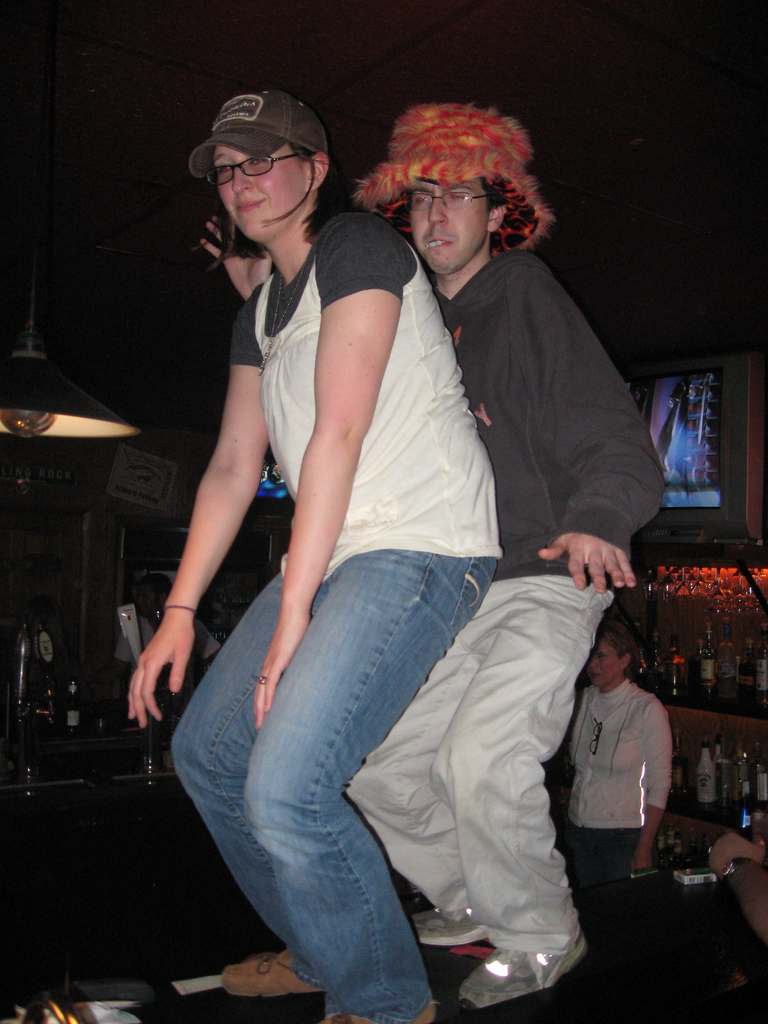
El sandungueo o perreo es el baile propio del Reguetón, y es bailado en países de América Latina, principalmente en Puerto Rico, Panamá y Venezuela.

El sandungueo es un baile asociado a la música latina, reguetón, surgido a finales de la década de los noventa y principios de la década del 2000 en Puerto Rico como una variación de los bailes en la cultura Dancehall y Hip hop. En este la actitud de los participantes es seductora ya que practican movimientos lascivos y sensuales. Las rodillas ligeramente flexionadas, el hombre tiene movimientos sueltos y realiza gestos típicos, y la mujer le provoca agitando vigorosamente las caderas (también puede ser la mujer con movimientos sueltos y el hombre provocando agitando vigurosamente las caderas).